# Like (série télévisée)
Pour les articles homonymes, voir Like.
Like  est une telenovela mexicaine diffusée entre le 10 septembre 2018 et le 20 janvier 2019 sur Las Estrellas.

## Synopsis
La telenovela s’articule autour d’un groupe d’étudiants qui fréquentent pour son acronyme un établissement d’enseignement prestigieux et cosmopolite, l’institut «Life Institute of Knowledge and Evolution», dans lequel ils devront faire face aux divers problèmes école préparatoire.

## Distribution
- Mauricio Abad : Ulises Reyes
- Santiago Achaga : Cláudio Meyer
- Roberta Damián : Antonia "Tony" De Haro
- Macarena García : Machu Salas
- Anna Iriyama : Keiko Kobayashi
- Ale Müller : Emilia Ruiz
- Carlos Said : León Rubio,
- Víctor Varona : Silverio Gil
- Violeta Alonso : Manuela "Manu" Gandia
- Eduardo Barquín : Kevin
- Briggitte Bozzo : Kathy Alonso
- Catalina Cardona : Jessica Martínez
- Bernardo Flores : Pablo Valentín Ferrer
- Zuri Sasson : Daniel Cohen
- Julia Maqueo : Regina Regil De La Reguera
- Paty Maqueo : Renata Regil De La Reguera
- Flávio Nogueira : Thiago Souza Peralta
- Diana Villalpando : Romina Flores "Romi"
- Christian Chávez : Gabriel "Gabo" Rey
- Candela Márquez : Candela
- Óscar Schwebel : Humberto
- Gina Castellanos : Victoria
- Zoraida Gómez : Isadora
- Ceci de la Cueva : Sole
- Luz Aldán : Graciela "Chela"

## Diffusion
- Las Estrellas (2018-2019)
- Telemicro (2018)
- Univision (2018)
- La Red (2019)